# Brémur-et-Vaurois
Brémur-et-Vaurois és un municipi francès, situat al departament de la Costa d'Or i a la regió de Borgonya - Franc Comtat. L'any 2007 tenia 52 habitants.

## Demografia

### Població
El 2007 la població de fet de Brémur-et-Vaurois era de 52 persones. Hi havia 23 famílies, de les quals 8 eren unipersonals (8 dones vivint soles i 8 dones vivint soles), 11 parelles sense fills i 4 parelles amb fills.
La població ha evolucionat segons el següent gràfic:
Habitants censats

### Habitatges
El 2007 hi havia 49 habitatges, 25 eren l'habitatge principal de la família, 15 eren segones residències i 9 estaven desocupats. Tots els 47 habitatges eren cases. Dels 25 habitatges principals, 23 estaven ocupats pels seus propietaris, 1 estava llogat i ocupat pels llogaters i 1 estava cedit a títol gratuït; 1 tenia dues cambres, 3 en tenien tres, 7 en tenien quatre i 14 en tenien cinc o més. 18 habitatges disposaven pel capbaix d'una plaça de pàrquing. A 15 habitatges hi havia un automòbil i a 6 n'hi havia dos o més.

### Piràmide de població
La piràmide de població per edats i sexe el 2009 era:
| Homes | Edats   | Dones |
| ----- | ------- | ----- |
| 0     | 95 o +  | 0     |
| 0     | 90 a 94 | 0     |
| 0     | 85 a 89 | 0     |
| 0     | 80 a 84 | 0     |
| 0     | 75 a 79 | 0     |
| 4     | 70 a 74 | 4     |
| 0     | 65 a 69 | 0     |
| 4     | 60 a 64 | 0     |
| 8     | 55 a 59 | 0     |
| 12    | 50 a 54 | 8     |
| 0     | 45 a 49 | 12    |
| 0     | 40 a 44 | 0     |
| 0     | 35 a 39 | 0     |
| 0     | 30 a 34 | 0     |
| 8     | 25 a 29 | 4     |
| 12    | 20 a 24 | 4     |
| 8     | 15 a 19 | 8     |
| 0     | 10 a 14 | 0     |
| 4     | 5 a 9   | 0     |
| 8     | 0 a 4   | 0     |

## Economia
El 2007 la població en edat de treballar era de 34 persones, 21 eren actives i 13 eren inactives. De les 21 persones actives 18 estaven ocupades (10 homes i 8 dones) i 3 estaven aturades (2 homes i 1 dona). De les 13 persones inactives 6 estaven jubilades, 1 estava estudiant i 6 estaven classificades com a «altres inactius».
Activitats econòmiques
Dels 5 establiments que hi havia el 2007, 1 era d'una empresa de fabricació d'altres productes industrials, 2 d'empreses de construcció, 1 d'una empresa immobiliària i 1 d'una empresa de serveis.
Els 2 serveis als particulars que hi havia el 2009 eren lampisteries.

## Poblacions més properes
El següent diagrama mostra les poblacions més properes.